# Benedikt Tumforde
Benedikt Tumforde, auch Bendix Tumforde (* 29. Juni 1882 in Hetlingen; † nach 1942) war ein deutscher Dirigent und Militärmusiker.

## Leben

### Kaiserheer
Benedikt Tumforde wurde am 29. Juni 1882 in Hetlingen geboren. Am 5. August 1902 trat Tumforde in das Infanterie-Regiment „Lübeck“ (3. Hanseatische) Nr. 162 ein, wo er seine ersten zwei Dienstjahre verbrachte. Der junge Musiker beherrschte mehrere Instrumente, unter anderem Klavier, Geige, Klarinette und Fagott. Von 1904 bis 1906 diente er beim 6. Westpreußischen Infanterie-Regiment Nr. 149 in Schneidemühl, danach war Tumforde Musiker beim 1. Brandenburgischen Pionier-Bataillon von Rauch Nr. 3 mit der Garnison in Spandau. Am 1. April 1910 wurde Benedikt Tumforde zum Studium an die Königliche akademische Hochschule für Musik in Charlottenburg abkommandiert, das er im März 1913 abschloss. Im November selben Jahres wurde der frischgebackene Dirigent zum Musikmeister ernannt und nach Küstrin versetzt, um das Musikkorps des dortigen Pionier-Bataillons Nr. 28 zu übernehmen.

### Erster Weltkrieg
An der Spitze des Bataillonsmusikkorps zog Musikmeister Tumforde in den Ersten Weltkrieg. Inmitten des Krieges, im Jahre 1916 wechselte er zum Reserve-Infanterie-Regiment Nr. 35, bei dem er den Krieg bis zum Ende mitmachte. Für seinen Kriegsdienst erhielt Tumforde das Eiserne Kreuz I. Klasse.

### Reichswehr
1919 wurde das Wuppertaler Polizeiorchester in der Polizeischule 3 in Sennelager durch Tumforde, damals bereits Musikmeister der Reichswehr, gegründet. Im gleichen Jahr baute er auch das Musikorchester der Polizei Düsseldorf auf. Danach war er auch bei den Polizeiorchestern in Hamm und Stettin tätig. Von 1925 bis 1934 leitete er ein ziviles Blasorchester in Stettin.

### Wehrmacht
Am 3. Juli 1934 wurde Bendix Tumforde zum Obermusikmeister befördert und kam nach Potsdam, wo er zum Leiter des Musikkorps des I. Bataillons des 9. (Preußischen) Infanterie-Regiments wurde. Mit seinem Klangkörper begleitete er ein Fahnenbataillon während des Reichsparteitags in Nürnberg. Danach erfolgte seine Versetzung zum neu aufgestellten Infanterie-Lehr-Bataillon (seit 1936 Regiment), das zunächst der Infanterieschule Döberitz zugeordnet war. Tumforde erlangte Bekanntheit, als er während der Olympischen Spiele 1936 mit dem Musikkorps Aufführungen für ausländische Sportler vor dem Olympischen Dorf gab. Mitwirkend zeigte sich Benedikt Tumforde auch bei den Monster-Konzerten auf dem Olympiastadion Berlin. Am 1. November 1938 wurde Tumforde zum Stabsmusikmeister ernannt. Nachdem Teile des Infanterie-Lehr-Regiments an die neu aufgestellte Division Großdeutschland abgegeben wurden, bekam Tumforde eine neue Musikmeisterstelle im Infanterie-Regiment 178. Nachdem er eine Weile vermutlich auch beim Infanterie-Regiment 447 diente, trat Tumforde am 1. Juli 1942 in den Ruhestand und ließ sich in Rathenow nieder.
Während seiner Dienstzeit als Musikoffizier in Döberitz und im Olympischen Dorf nahm Obermusikmeister Tumforde auch die Olympische Hymne auf und spielte zahlreiche weitere Schallplatten ein. Zu seinem Schallplattenrepertoire gehörten nicht nur deutsche Märsche, sondern auch blasmusikalische Stücke ausländischer Herkunft, unter anderem auch Märsche von John Philip Sousa.
Nach dem Krieg wohnte Tumforde in Düsseldorf.